# Bekennen will ich seinen Namen, BWV 200
Bekennen will ich seinen Namen, BWV 200 (en español, Reconoceré su nombre) es un arreglo de Johann Sebastian Bach del aria «Dein Kreuz, o Bräutgam meiner Seelen» contenida en la pasión-oratorio Die leidende und am Creuz sterbende Liebe Jesu de Gottfried Heinrich Stölzel. El arreglo de Bach, fechado alrededor de 1742-1743, posiblemente fue parte de una cantata para la fiesta de la Purificación de la Virgen María.

## Historia y texto
El aria se considera un fragmento de cantata. Probablemente, Bach lo compuso para la Fiesta de la Purificación de María. Las lecturas prescritas para el día fueron Malaquías 3:1-4 y Lucas 2:22-32.
Bach probablemente interpretó su arreglo en 1742 en Leipzig.

## Música
El aria tiene partitura para voz solista de alto, dos violines y bajo continuo. Al igual que con muchas de las últimas cantatas de Bach, el aria tiene una «calidad de garantía suave». Está en forma ternaria adaptada pero no incluye una repetición clara de la sección de apertura. La línea vocal incluye melismas pero ningún otro figuralismo.

## Grabaciones
- Academy of St Martin-in-the-Fields, Kenneth Sillito. J.S. Bach: Cantatas Nos. 53 · 82 · 170 · 200. Capriccio, 1993.
- Amsterdam Baroque Orchestra, Ton Koopman. J.S. Bach: Complete Cantatas Vol. 21. Antoine Marchand, 2002.
- Bach-Orchester Mainz, Diethard Hellmann. J.S. Bach: Psalm 51 BWV 1083 & Cantata BWV 200. Da Camera, 1966.
- English Baroque Soloists, John Eliot Gardiner. J.S. Bach: Cantatas for the Feast of Purification of Mary. Archiv Produktkion, 2000.
- Netherlands Bach Collegium, Pieter Jan Leusink. Bach Edition Vol. 17. Brilliant Classics, 2000.
- Philomusica of London, Thurston Dart. J.S. Bach: Cantatas BWV 53, BWV 54, BWV 200, BWV 244. L'Oiseau-Lyre, 1958.
- Musica Antiqua Köln, Reinhard Goebel. BWV 200: Aria for contralto, 2 violins and basso continuo Magdalena Kozena Archiv Production 2003